# The Loudest Voice
The Loudest Voice est une mini-série télévisée américaine de sept épisodes d'environ 50 minutes créée par Tom McCarthy et Alex Metcalf, diffusée du 30 juin au 11 août 2019 sur Showtime. Elle s'appuie sur la biographie du même nom écrite par Gabriel Sherman (en) et parue en 2014,.
En France, la série est diffusée sur Canal+ Séries à partir du 2 juillet 2019 puis sur Canal+ à partir du 9 janvier 2020, et au Québec en version sous-titrée à partir du 30 juillet 2019 à Super Écran puis en version française à partir du 29 octobre 2019.

## Synopsis
L'ascension et la chute du plus grand faiseur d'opinion américain, Roger Ailes, le fondateur de Fox News, de 1996 à 2016. 

## Épisodes
La série est divisée en sept épisodes, chacun correspondant à une année qui fait l'objet de la narration. L'année donne le titre des épisodes. C'est ainsi qu'on a 1995 ; 2001 ; 2008 ; 2009 ; 2012 ; 2015 ; 2016.

## Distribution
- Russell Crowe (VF : Emmanuel Jacomy) : Roger Ailes
- Seth MacFarlane (VF : Jérémie Covillault) : Brian Lewis
- Sienna Miller (VF : Maïa Michaud) : Beth Tilson Ailes
- Simon McBurney (VF : Georges Caudron) : Rupert Murdoch
- Annabelle Wallis (VF : Dorothée Pousséo) : Laurie Luhn
- Aleksa Palladino (VF : Josy Bernard) : Judy Laterza
- Naomi Watts (VF : Hélène Bizot) : Gretchen Carlson
- Barry Watson (VF : Mathias Kozlowski) : Lachlan Murdoch
- Jenna Leigh Green (VF : Marie Donnio) : Irena Briganti

## Fiche technique
- Réalisateurs : Kari Skogland, Jeremy Podeswa, Scott Z. Burns, Stephen Frears
- Scénaristes : Tom McCarthy, Alex Metcalf, Gabriel Sherman, Laura Eason, Jennifer Stahl, John Harrington Bland
- Sociétés de production : 3dot Productions, Slow Pony, Blumhouse Productions
- Producteurs exécutifs : Tom McCarthy, Gabriel Sherman, Jason Blum, Alex Metcalf, Padraic McKinley, Marci Wiseman, Jeremy Gold, Liza Chasin (en), Russell Crowe
- Musique : Marcelo Zarvos (en)
- Photographie : Eigil Bryld (en), William Rexer, Tim Norman
- Montage : Vanessa Procopio, Padraic McKinley, Greg O'Bryant

Version française
- Direction artistique : Béatrice Delfe
- Adaptation française : Alexa Donda, Laurence Fattelay, Lætitia Morfouace

 Source et légende : version française (VF) sur RS Doublage

## Distinctions

### Récompense
- Golden Globes 2020 : Golden Globe du meilleur acteur dans une mini-série ou un téléfilm pour Russell Crowe

### Nomination
- Golden Globes 2020 : Meilleure mini-série ou meilleur téléfilm